# Mezerein
Mezerein ist ein Ester des 12β-Hydroxydaphnetoxins mit dem Xanthophyll Juarezinsäure (C11H10O2). Die Substanz zeigte im Tierversuch eine Antitumorwirkung.

## Vorkommen und Geschichte

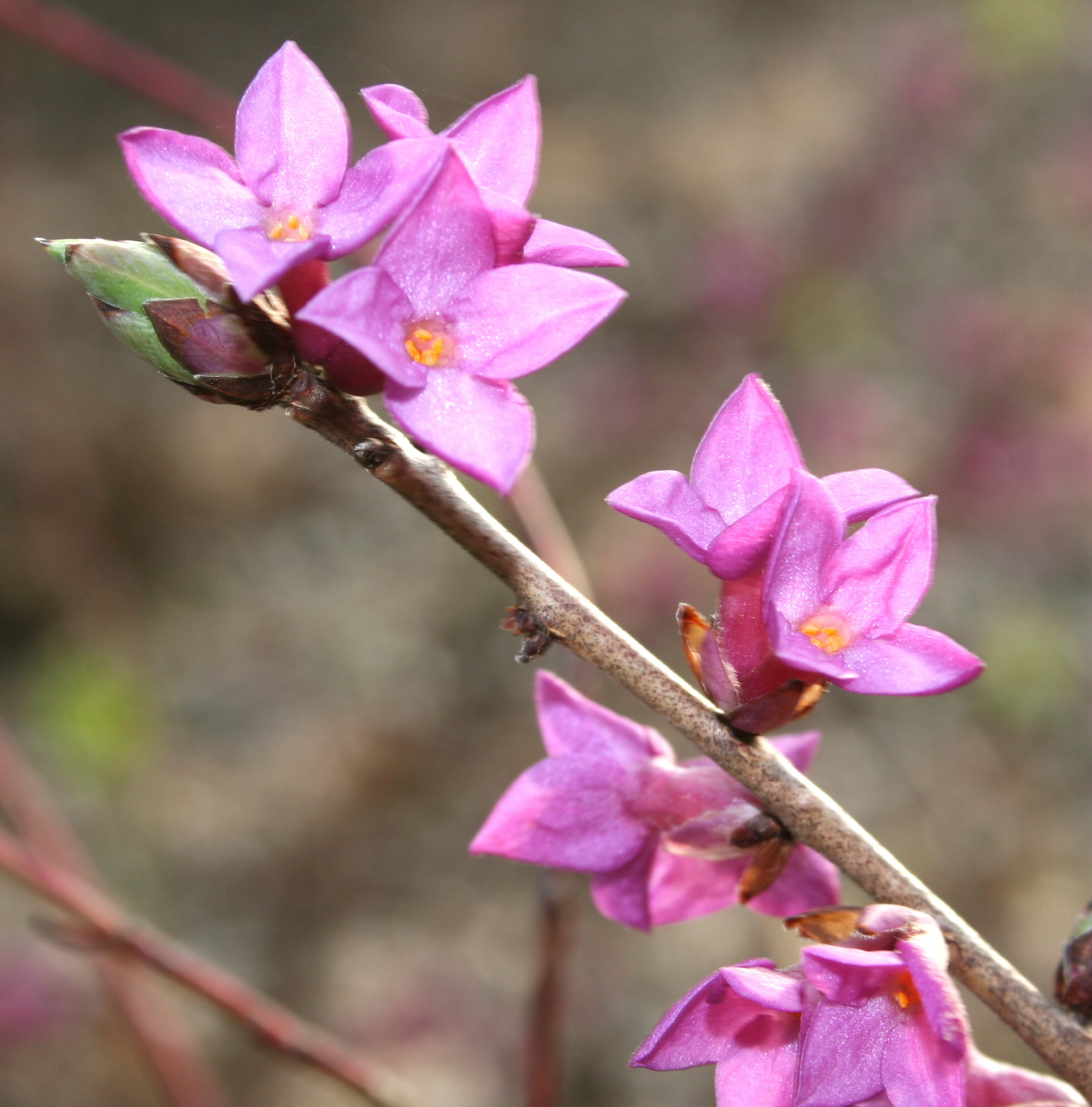
Seidelbast (Daphne mezereum)

Mezerein kommt vorwiegend in den Samen von Seidelbast, wie etwa Daphne mezereum (Echter Seidelbast) vor. Nur die Samen enthalten bis zu 0,1 % des Toxins, daneben auch Daphnetoxin. Die Früchte und der Rest der Pflanze sind wesentlich weniger toxisch.
Früher wurden die Samen von Daphne mezereum volkstümlich als Brechmittel, bei Verstopfung und zur Behandlung von Krebs eingesetzt. Äußerlich wurde es bei Gicht, Rheuma und Hauterkrankungen benutzt. In der Landwirtschaft wurden die Samen auch als Fischgift verwendet.

## Wirkung und Gefahrenhinweise
Ein Ethanol/Wasser-Extrakt der Samen wirkt im Standardprotokoll des National Cancer Institute (NCI) oral antileukämisch sowohl gegen P-388-, als auch in einer Dosis von 50 μg/kg gegen P-1210-Mäuseleukämie. Bei dermaler Gabe von Dosen zwischen 12 und 13 μg/Applikation wirkte Mezerein stark tumorpromovierend.
Für den Menschen sind das Mezerein und damit die Samen hochgiftig und führen schon nach wenigen Stunden bei oraler Aufnahme zu heftigen Krankheitssymptomen mit Brennen in Mund und Hals, Schwellungen des Gesichts und der Lippen, Durstgefühl, Erbrechen und blutigem Durchfall. Chronische Aufnahme des Mezerein schädigt die Nieren. Etwa 10–12 Samen führen zum Tod. Äußerlich wirkt das Toxin stark hautreizend mit Bildung von Schwellungen, Blasen und starkem Juckreiz. Die dermale Wirkschwelle liegt bei etwa 1 μg.